# Liste der Naturdenkmale in Beuron
| Naturdenkmale | Anzahl |
| ------------- | ------ |
| FND           | 13     |
| END           | 16     |
| Gesamt        | 29     |

Die Liste der Naturdenkmale in Beuron nennt die verordneten Naturdenkmale (ND) der im baden-württembergischen Landkreis Sigmaringen liegenden Gemeinde Beuron. In Beuron gibt es insgesamt 29 als Naturdenkmal geschützte Objekte, davon 13 flächenhafte Naturdenkmale (FND) und 16 Einzelgebilde-Naturdenkmale (END).
Stand: 31. Oktober 2016.

## Flächenhafte Naturdenkmale (FND)
| Name                                        | Bild | Kennung     | Einzelheiten | Position | Fläche Hektar | Datum         |
| ------------------------------------------- | ---- | ----------- | ------------ | -------- | ------------- | ------------- |
| Alpenblick (Rosenfels)                      | BW   | 84370050007 | Beuron       | ⊙        | 2,8           | 18. Apr. 1931 |
| Altstadtfelsen                              |      | 84370050005 | Beuron       | ⊙        | 1,5           | 18. Apr. 1931 |
| Berstollenquelle (Mühlquelle) mit Quellbach | BW   | 84370050008 | Beuron       | ⊙        | 0,0           | 14. Sep. 1948 |
| Burgfelsen mit der Lengenfeld               |      | 84370050013 | Beuron       | ⊙        | 0,5           | 14. Sep. 1948 |
| Hohler Felsen                               | BW   | 84370050014 | Beuron       | ⊙        | 2,6           | 19. Apr. 1948 |
| Josefinenhöhe (Mehsackfelsen)               |      | 84370050006 | Beuron       | ⊙        | 0,5           | 18. Apr. 1931 |
| Korneliusfelsen mit Höhlen                  | BW   | 84370050012 | Beuron       | ⊙        | 1,7           | 14. Sep. 1948 |
| Märzenbecherbestand im Finstertal           | BW   | 84370050016 | Beuron       | ⊙        | 1,1           | 13. Feb. 1948 |
| Paulsfelsen mit Paulshöhle                  | BW   | 84370050002 | Beuron       | ⊙        | 0,5           | 18. Apr. 1931 |
| Petersfelsen mit Petershöhle                |      | 84370050001 | Beuron       | ⊙        | 2,0           | 18. Apr. 1931 |
| Prälatenfelsen und Prälatenloch             | BW   | 84370050003 | Beuron       | ⊙        | 1,1           | 18. Apr. 1931 |
| Umgebung Ruine Falkenstein                  | BW   | 84370050350 | Beuron       | ⊙        | 0,2           |               |
| Zuckerhutfelsen                             |      | 84370050004 | Beuron       | ⊙        | 0,7           |               |
| Legende für Naturdenkmal                    |      |             |              |          |               |               |

## Einzelgebilde (END)
| Name                                    | Bild | Kennung     | Einzelheiten | Position | Fläche Hektar | Datum         |
| --------------------------------------- | ---- | ----------- | ------------ | -------- | ------------- | ------------- |
| Bröller                                 | BW   | 84370050017 | Beuron       | ⊙        | 0,0           | 30. Okt. 1987 |
| Bröllerschacht                          | BW   | 84370050019 | Beuron       | ⊙        | 0,0           | 30. Okt. 1987 |
| Dorflinde Neidingen                     | BW   | 84370050015 | Beuron       | ⊙        | 0,0           | 16. Feb. 1943 |
| Fallfelsenhöhle                         | BW   | 84370050021 | Beuron       | ⊙        | 0,0           | 30. Okt. 1987 |
| Felsenschmiede Werenwag                 |      | 84370050028 | Beuron       | ⊙        | 0,0           |               |
| Geierhöhle im Bischofsfelsen            | BW   | 84370050023 | Beuron       | ⊙        | 0,0           | 30. Okt. 1987 |
| Geiersteinschacht im Bischofsfelsen     | BW   | 84370050024 | Beuron       | ⊙        | 0,0           | 30. Okt. 1987 |
| Geißenlochhöhle                         | BW   | 84370050010 | Beuron       | ⊙        | 0,0           | 14. Sep. 1948 |
| Glasträgerfelsschacht (Bahnhofsschacht) | BW   | 84370050026 | Beuron       | ⊙        | 0,0           | 30. Okt. 1987 |
| Gurgelloch                              | BW   | 84370050027 | Beuron       | ⊙        | 0,0           | 30. Okt. 1987 |
| Jörgenbrunnen und Jörgbrunnenschacht    | BW   | 84370050020 | Beuron       | ⊙        | 0,0           | 30. Okt. 1987 |
| Obere Bröllerhöhle                      | BW   | 84370050018 | Beuron       | ⊙        | 0,0           | 30. Okt. 1987 |
| Probsthöhle                             | BW   | 84370050036 | Beuron       | ⊙        | 0,0           | 25. Juni 1990 |
| Scheunenhöhle im FND Hohler Fels        | BW   | 84370050025 | Beuron       | ⊙        | 0,0           | 30. Okt. 1987 |
| Thiergarter Höhle                       | BW   | 84370050037 | Beuron       | ⊙        | 0,0           | 25. Juni 1990 |
| Uhufelsenhöhle                          | BW   | 84370050022 | Beuron       | ⊙        | 0,0           | 30. Okt. 1987 |
| Legende für Naturdenkmal                |      |             |              |          |               |               |